# Acolchado en láminas

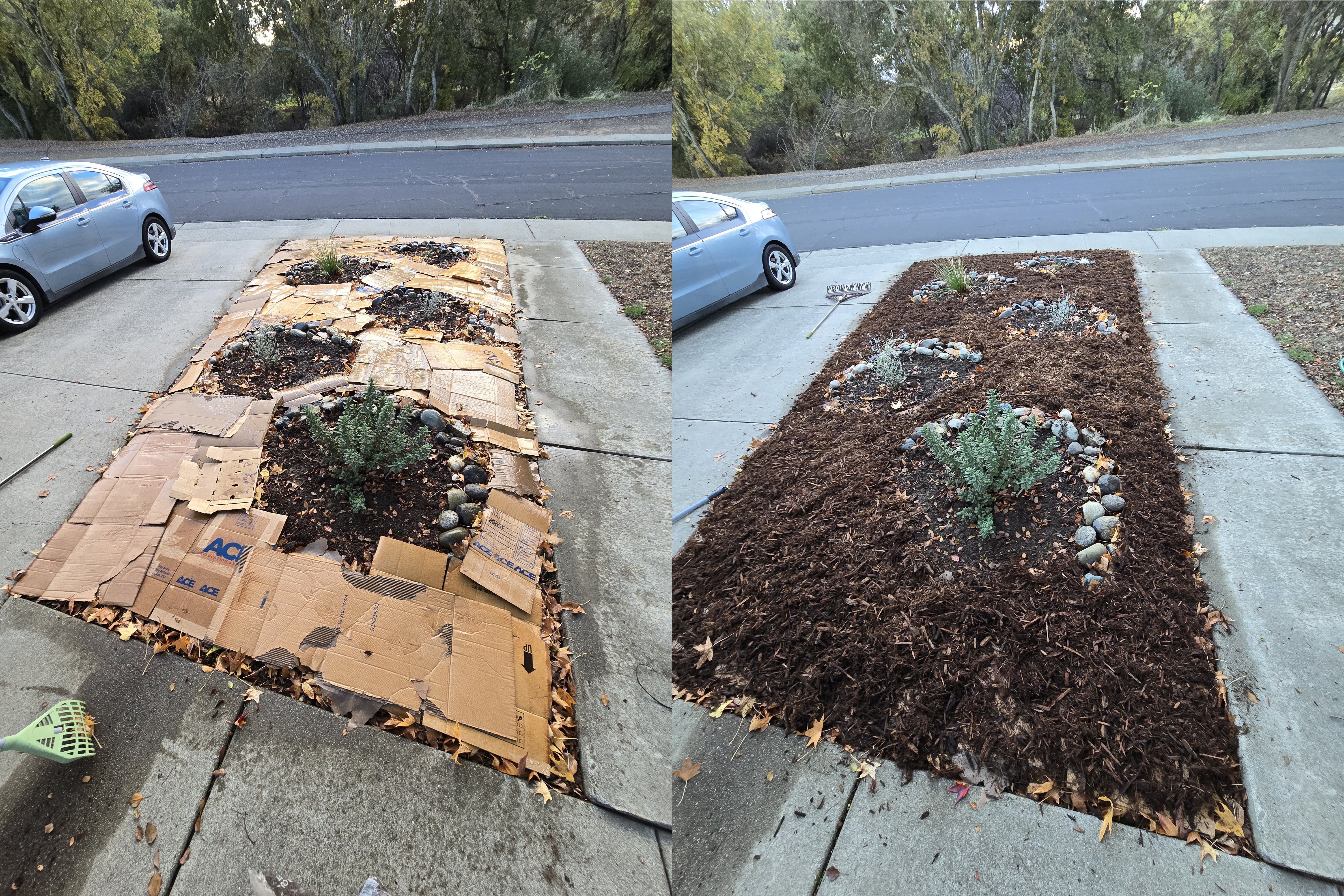
Vistas de un área cubierta con una capa de cartón y una capa superior de mantillo de secuoya

En permacultura, el acolchado en láminas o acolchado de hojas es una técnica de horticultura sin labranza que intenta imitar el proceso natural de formación de suelo en los bosques. Cuando se implementa adecuadamente, puede generar ecosistemas saludables, productivos y de bajo mantenimiento.
También conocido como compostaje en el lugar, el acolchado de láminas imita la naturaleza al descomponer el material orgánico desde las capas superiores hacia abajo. La forma más simple consiste en aplicar una capa inferior de material descomponible, como cartón o periódicos, al suelo para matar la vegetación existente y suprimir las plantas no deseadas. Luego se aplica una capa gruesa de mantillo orgánico. Un acolchado de hojas más elaborado implica más capas e ingredientes. El acolchado de láminas se utiliza para transformar una variedad de superficies en un suelo fértil que se puede plantar:: un césped, un terreno lleno de malezas perennes, un área con suelo pobre o incluso el pavimento o un techo.

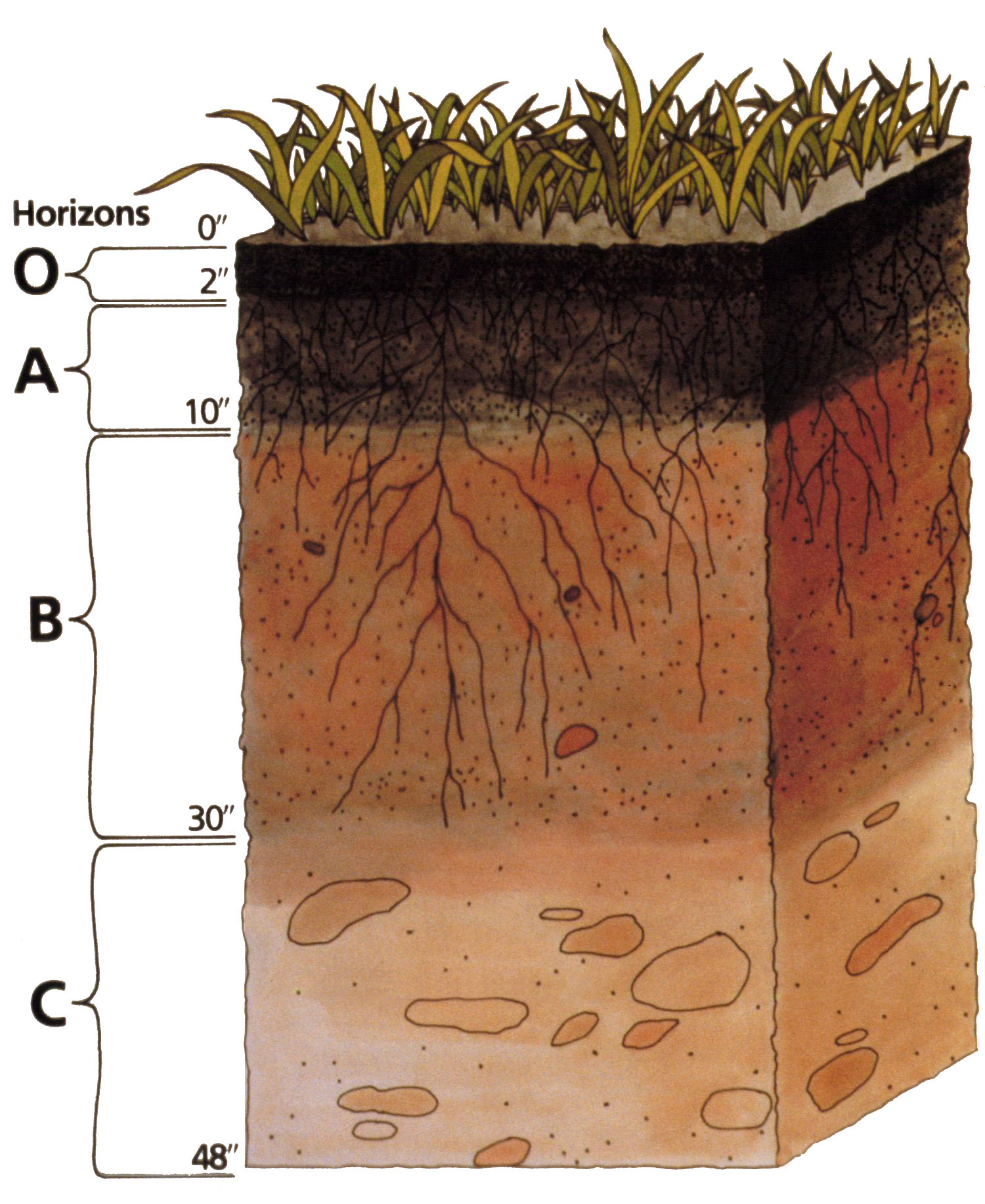
Capas típicas de suelo natural.

Un modelo de acolchado de láminas consta de los siguientes pasos: 
1. El área de interés se nivela podando las especies de plantas existentes, como las gramíneas .
2. Se analiza el suelo y se ajusta su pH (si es necesario).
3. El suelo se humedece (si es necesario) para facilitar la actividad de los descomponedores.
4. Luego se cubre el suelo con una fina capa de material que se descompone lentamente (conocido como barrera contra las malas hierbas ), normalmente cartón. Esto suprime las malezas al bloquear la luz solar, agrega nutrientes al suelo ya que las malezas se descomponen rápidamente debajo de la barrera y aumenta la estabilidad mecánica del medio de cultivo.
5. Una capa (alrededor de 10 cm de espesor) de suelo libre de malezas, rico en nutrientes, en un intento de imitar el suelo superficial, o horizonte A. [4]
6. Una capa (como máximo 15 cm de espesor), en un intento de imitar el suelo del bosque o el horizonte O. En teoría, el suelo ya está listo para recibir las semillas o trasplantes de las plantas deseadas.[5]

## Variaciones y consideraciones
- Algunas variedades de pastos y malezas pueden ser beneficiosas de diversas maneras. Es posible controlar y utilizar estas plantas en lugar de erradicarlas.[1] Ver también: mantillo (jardinería).
- Las barreras muy gruesas pueden crear condiciones anaeróbicas.
- A menudo, la barrera se aplica unos meses antes de la siembra para asegurar la penetración de las raíces de las semillas recién plantadas.[3]
- Se pueden utilizar hojas de periódico y ropa (de lana o algodón) en lugar de cartón.[3]
- El mantillo fibroso de corteza de secuoya, a veces llamado "pelo de gorila", puede ser ventajoso en zonas ventosas, debido a su capacidad de entrelazarse formando una estera continua.[6]
- Una variante del acolchado, llamada Hügelkultur, implica el uso de troncos y ramas enterrados como primera capa del lecho.[7]
- Antes del paso 4, se coloca una capa inicial (2–3 kg/m2 ) de materia rica en nutrientes (como compost o estiércol) para estimular la descomposición.[1]
- Algunos permacultores incorporan el compostaje en el paso 5, el paso 6, o ambos.[3]

## Ventajas
El mantillo de hojas presenta importantes ventajas respecto a los métodos convencionales, como la labranza, el arado o la aplicación de herbicidas :
- Mejora de la salud y productividad de plantas deseables.[1]
- Retención de agua y nutrientes y estabilización de los ciclos bioquímicos.[1]
- Mejora de la estructura del suelo, de la vida del suelo y prevención de la erosión del suelo.[1] [8]
- Evitar el uso de pesticidas potencialmente peligrosos, especialmente herbicidas.[9]
- Reducción de mano de obra y costes generales de mantenimiento.[8]
- La mayoría de los materiales necesarios para realizar el acolchado se pueden recolectar sin costo y se pueden sustituir por aquellos que se encuentran fácilmente disponibles en ciertas áreas. Por ejemplo, las áreas suburbanas pueden tener un suministro abundante de hojas, y las comunidades agrícolas pueden tener heno y estiércol en mal estado.[3]

## Desventajas
- Algunas semillas de malezas (como las de pasto bermuda y especies de campánula ) pueden persistir debajo de la barrera y dentro del banco de semillas del suelo.[3]
- Las termitas se sienten atraídas por esta zona.[10] Si bien son una parte natural del ecosistema que transforma la barrera de malezas en suelo rico, pueden representar un peligro para las estructuras cercanas con estructura de madera.
- Las poblaciones de babosas pueden aumentar durante las primeras etapas de la descomposición. Sin embargo, se pueden mantener alejados o recolectar.[3]
- El sistema puede necesitar un suministro constante de material orgánico, al menos durante las primeras etapas.[1]
- Los animales callejeros pueden interrumpir el proceso de acolchado.[1]